# Thomas Asbridge
Thomas Asbridge (1969 —) é um historiador medievalista britânico da Queen Mary Universidade de Londres, cargo que ocupa desde 1999. É o autor de The First Crusade: A New History (2004), um livro que descreve os antecedentes, eventos e consequências da Primeira Cruzada, bem como The Crusades: The War for the Holy Land (2010), um volume fornecendo uma visão sobre o movimento cruzado, retratando as idéias de violência justificada e jihad.
Formou-se na Universidade de Cardife com bacharelado em História Antiga e Medieval, antes de obter seu doutoramento pela Royal Holloway, Universidade de Londres. Seu primeiro grande trabalho foi uma versão revisada de sua tese de doutorado, intitulada The Creation of the Principality of Antioch, 1098-1130. Também escreveu e apresentou uma série de três partes na BBC Two sobre as Cruzadas e foi consultor histórico do filme Kingdom of Heaven (2005).
Mais recentemente, expandiu seu séquito com livros sobre a Inglaterra e a França medievais, o primeiro grande lançamento sendo The Greatest Knight: The Remarkable Life of William Marshal, the Power behind Five English Thrones em 2015, baseado na vida de Guilherme Marshal, 1.º Conde de Pembroke, um cavaleiro de Leonor da Aquitânia, Henrique, o Jovem rei, e a comitiva de Ricardo Coração de Leão. Apresentou um documentário da BBC sobre Guilherme Marshal em 2014.

## Publicações
- Walter the Chancellor, Walter the Chancellor's The Antiochene Wars, eds. & trad. T. S. Asbridge & S. B. Edgington (Aldershot, 1999).
- Asbridge, T. S., 'Alice of Antioch: A Case Study of Female Power in the Twelfth Century', The Experience of Crusading: Defending the Crusader Kingdom, eds. P. W. Edbury & J. P. Philips (Cambridge, 2003).
- Asbridge, T., Richard I, The Crusader King (Penguin Monarchs) (Londres, 2018).
- Asbridge, T., Talking to the Enemy: The Role and Purpose of Negotiations between Saladin and Richard the Lionheart During the Third Crusade, Journal of Medieval History (2013) vol. 39 (3), pp. 275–296.
- Asbridge, T. S., The Creation of the Principality of Antioch, 1098-1130 (Woodbridge, 2000).
- Asbridge, T., The Crusades: The War for the Holy Land (Londres, 2010).
- Asbridge, T., The First Crusade: A New History (Londres, 2005).
- Asbridge, T., The Greatest Knight: The Remarkable Life of William Marshall (Londres, 2015).